# Mount Morris (Illinois)
Mount Morris est un village situé au centre du comté d'Ogle dans l'Illinois, aux États-Unis,.

## Démographie
Lors du recensement de 2010, le village comptait une population de 2 998 habitants. Elle est estimée, en 2016, à 2 852 habitants.

### Source de la traduction
- (en) Cet article est partiellement ou en totalité issu de l’article de Wikipédia en anglais intitulé « Mount Morris, Illinois » (voir la liste des auteurs).